# Manor Park
Manor Park est la banlieue la plus au nord de la ville de Lower Hutt, située dans le sud de l’île du Nord de la Nouvelle-Zélande. 

## Situation
La banlieue est localisée sur le côté ouest du fleuve Hutt  et sur le trajet de la route State Highway 2/S H 2 (en).

## Municipalités limitrophes
Elle contient la gare de Manor Park (en)

## Histoire
À la fin de l’année 1925, W.H. George possédait l’établissement de Manor Park Estate,  qui à cette époque était une partie de la banlieue d’Haywards.
La plus grande partie fut subdivisée et vendue comme parcelles constructibles de la ville.
Une partie des terres fut achetée par le Karori Golf Club, qui se renomma lui-même le Manor Park Golf Club après s’être déplacé et avoir ouvert un parcours en 1926.
Une inondation en avril 1931 balaya le pont de la localité de Manor Park, qui était un pont privé, qui reliait la banlieue avec la ville de Stokes Valley.
L’inondation causa aussi d’importants dommages au parcours de golf de Manor Park .

## Éducation
La banlieue était auparavant le domicile de l’école de Manor Park School,  qui avait des admissions enregistrées depuis l’année 1962.
L’école fut déclarée fermée le 15 février 1996.

## Caractéristiques
La banlieue de Manor Park est le siège du Manor Park Golf Club.
La banlieue est principalement résidentielle, en dehors du club de golf déjà mentionné, et d’un petit hôpital privé. 
Dans les années récentes, de nouvelles maisons ont été construites à l’extrémité sud de la banlieue. 